# Kateryna Barkowa
Kateryna Barkowa (ur. 3 czerwca 1989 w Doniecku) – ukraińska lekkoatletka, tyczkarka.

## Osiągnięcia
| Rok  | Impreza                               | Miejsce   | Lokata     | Wynik |
| ---- | ------------------------------------- | --------- | ---------- | ----- |
| 2005 | Mistrzostwa świata juniorów młodszych | Marrakesz | –          | NM    |
| 2006 | Gimnazjada                            | Saloniki  | 2. miejsce | 3,90  |

Medalistka mistrzostw Ukrainy w kategorii kadetek, juniorek oraz seniorek.

## Rekordy życiowe
- Skok o tyczce – 4,10 (2006)